# Bahnhof Essen-Kray Nord
Der Bahnhof Essen-Kray Nord ist heute ein S-Bahnhof im Essener Stadtteil Kray. Er ist neben dem jüngeren Haltepunkt Essen-Kray Süd an der Fernbahnstrecke Essen–Bochum eine von zwei Bahnstationen mit Personenverkehr in Essen-Kray.

## Geschichte

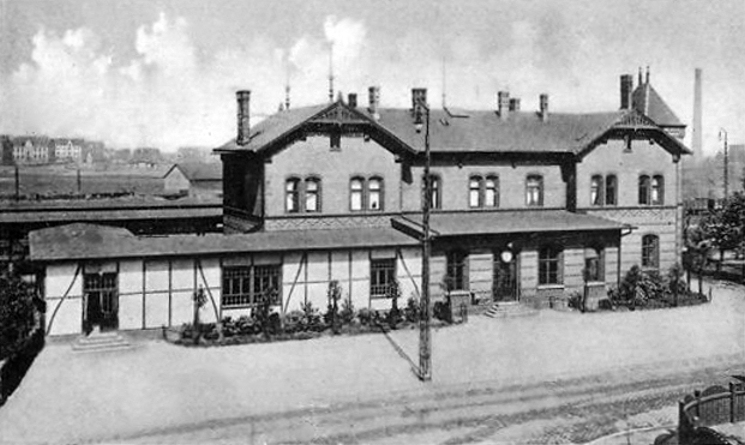
Empfangsgebäude um 1920

Nachdem die Strecke der Rheinischen Eisenbahn-Gesellschaft von Kray nach Gelsenkirchen am 13. Februar 1872 für den Güterverkehr freigegeben worden war, folgte am 16. April 1872 der Personenverkehr. 1876 war Kray, zwischen 1880 und 1897 in Kray Nord umbenannt – da im Jahre 1896 der Haltepunkt Essen-Kray Süd an der Fernbahnstrecke Essen–Bochum eröffnet wurde – zweitgrößter Kohle-Umschlagbahnhof der Rheinischen Bahn. Von Beginn an wurde er auch von der benachbarten Zeche Bonifacius genutzt. 1907 wurde der Tunnel zum Inselbahnsteig fertiggestellt.
Nachdem Kray bereits 1929 zur Stadt Essen eingemeindet worden war, wurde ab dem 14. Mai 1950 die Station als Essen-Kray Nord bezeichnet.
1959 wurde der Personenverkehr auf der Strecke von Kray Nord nach Mülheim-Heißen eingestellt. 1965 folgte auch der Abschnitt zwischen Kray Nord und Bochum-Präsident. Ein zweiter, nördlich des ersten Inselbahnsteiges errichteter und durch Rampen barrierefrei erreichbarer Bahnsteig dient seit Juni 1991 den einzigen stündlich in Kray Nord haltenden Zügen der S-Bahnlinie S 2. Zuvor bedienten Nahverkehrszüge zwischen Essen und Münster die Station. Der Zugang zum ersten, südlich des gegenwärtig in Betrieb befindlichen, Bahnsteig ist zugemauert.
Mit der Einstellung des Güterverkehrs auf der Strecke nach Bochum-Präsident und der Stilllegung dieser Strecke 2004 verlor der Bahnhof seinen Status als Abzweigbahnhof. Der Rest der Strecke der Rheinischen Bahn ist bis Essen-Nord noch Bahnhofsgleis, hier wurde die Oberleitung ebenfalls 2004 abgebaut. Das Gleis hat nur eine Weichenverbindung im Westen, im Bahnhofsbereich noch vorhandene Gleise sind nicht mehr befahrbar.

## Empfangsgebäude
Das ehemalige Empfangsgebäude aus dem Jahr 1875 ist 1991 in die Denkmalliste der Stadt Essen eingetragen worden. Es zeigt in seiner repräsentativen Bauweise, dass man einen besonderen Wert auf die damals aufstrebende Kohleregion legte. Es wurde zwischenzeitlich aufwendig in der ursprünglichen Anmutung wiederhergestellt. Heute befindet sich im Empfangsgebäude die Yavuz-Sultan-Selim-Moschee.

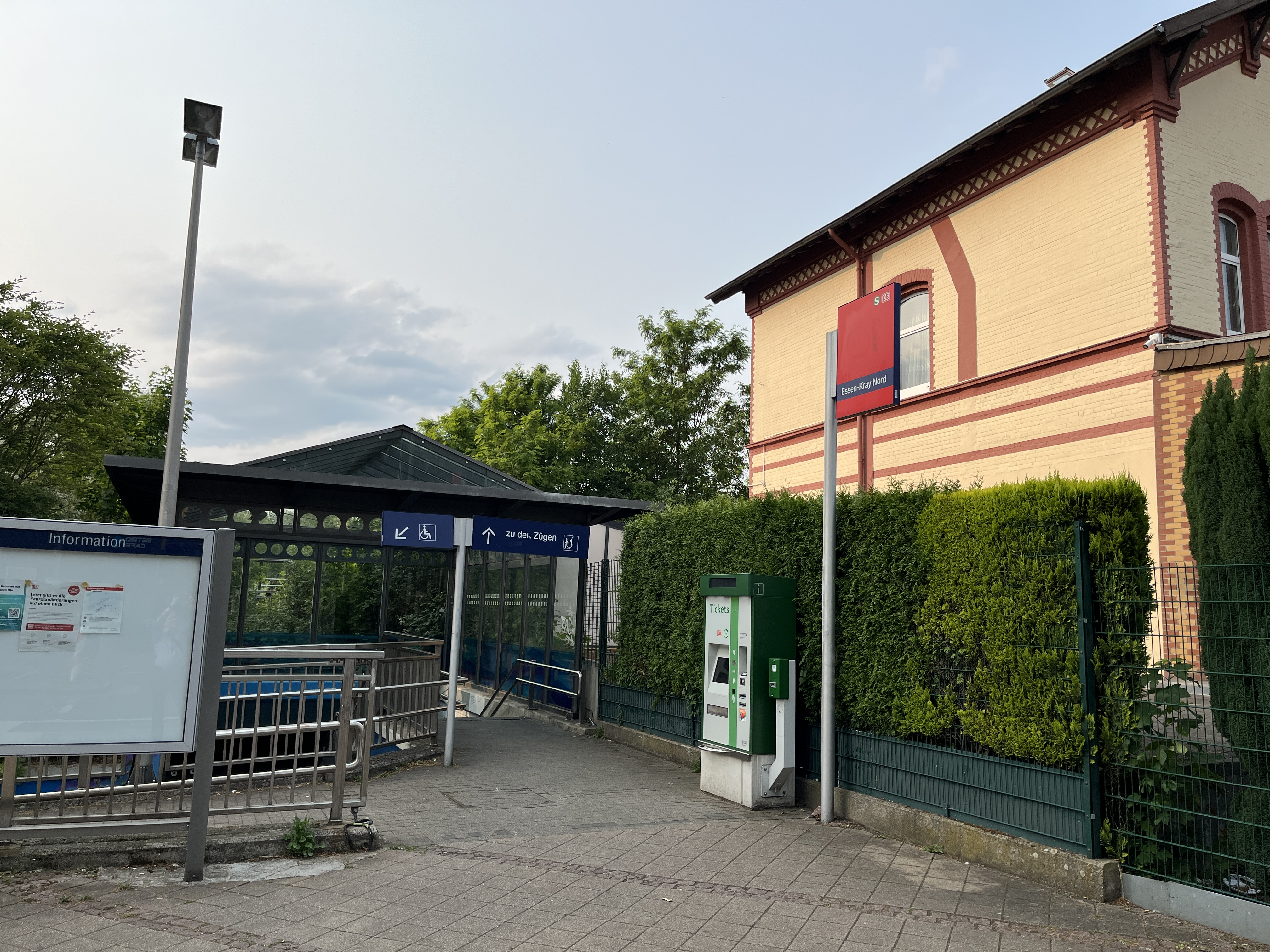
Fußgängertunnel zu den Bahnsteigen neben dem ehemaligen Empfangsgebäude, Stand Juni 2025.

Seit dem Neubau der Bahnsteige erfolgt dessen Zugang durch einen neu erschaffenen Fußgängertunnel westlich neben dem ehemaligen Empfangsgebäude. Der Fußgängertunnel ist statt störungsanfälliger Fahrstühle mit langen barrierefreien Rampen ausgestattet.

## Heutige Situation

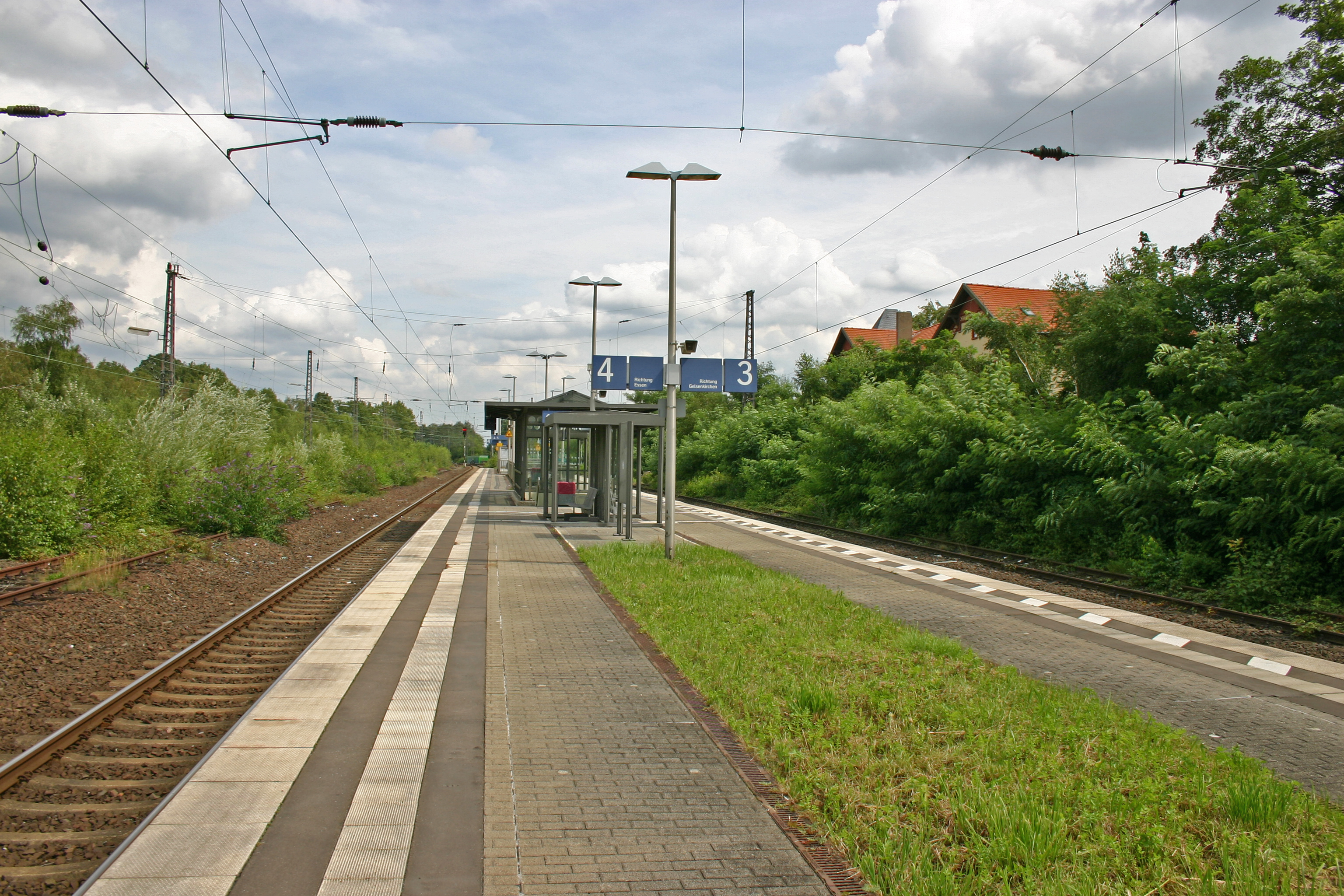
Mittelbahnsteig der S-Bahn, rechts im Bild der aufgegebene Bahnsteig 1/2

Der Bahnhof wird im Schienenpersonennahverkehr von der S-Bahn-Linie S2 (Kursbuchstrecke 450.2) bedient. Er liegt an der Bahnstrecke Essen–Gelsenkirchen.
Nördlich der Durchgangsgleise sind noch zwei Abstellgleise angeschlossen, alle anderen Gleisanlagen wurden entfernt oder sind nicht mehr befahrbar.
Im Betriebsstellenverzeichnis der Deutschen Bahn hat er das Kürzel EEKN und fällt bei DB Station&Service in die Preisklasse 6.
Darüber hinaus ist er im Vergleich zum Haltepunkt Essen-Kray Süd sehr zentral gelegen, da hier das nördliche Ende der Krayer Ortsmitte anschließt.
Kurios ist der Umstand, dass die S-Bahn S2 zwischen Essen Hbf und Essen-Kray Nord nur im Stundentakt bedient, aber der Spurbus 146 in der Hauptverkehrszeit im 5-Minuten-Takt zwischen beiden Bahnhöfen fährt.

### Linienverlauf
| Linie | Linienverlauf | Takt   |
| ----- | --- | ------ |
| S 2   | Dortmund Hbf – DO-Dorstfeld – DO-Wischlingen – DO-Huckarde – DO-Westerfilde – DO-Nette/Oestrich – DO-Mengede – Castrop-Rauxel Hbf – Herne – Wanne-Eickel Hbf – Gelsenkirchen Hbf – GE-Rotthausen – E-Kray Nord – Essen Hbf Stand: Fahrplanwechsel Dezember 2023 | 60 min |

### Busanbindung
| Linie | Verlauf | Takt (Mo–Fr)                                                                      |
| ----- | --- | --------------------------------------------------------------------------------- |
| 144   | Leithe Grimbergstraße – Kray Nord Bf – Kray Mitte – Kray Süd Bf – Steele (– Überruhr-Hinsel – Lehmanns Brink – Annental – Rellinghausen – Stadtwaldplatz) (nur morgens und mittags)                                                   | 30 min 20 min (HVZ)                                                               |
| 146   | Essen Hbf – Huttrop Feldhaushof – Frillendorfer Platz – Kray Mitte – Kray Nord Bf – Kray Mitte – Kray Süd Bf – Isinger Feld – Leithe Wackenberg                                                                                       | 5 min (Essen Hbf–Kray Nord) 20 min (Kray Nord–Leithe)                             |
| 170   | Borbeck Bf – Borbeck Germaniaplatz – Bergeborbeck – Vogelheim – Altenessen Mitte – Katernberger Markt – Zollverein Nord Bf – Schonnebeck – Zeche Bonifacius – Kray Nord Bf – Kray Mitte – Leithe – Freisenbruch – Steele Ost – Steele | 10 min (HVZ: 5 min) (Borbeck–Kray Mitte) 20 min (HVZ: 10 min) (Kray Mitte–Steele) |
| 194   | Gelsenkirchen Hbf – Gelsenkirchen-Rotthausen – Zeche Bonifacius – Kray Nord Bf – Kray Mitte – Kray Süd Bf – Steele – Essen-Rellinghausen – Stadtwaldplatz – Bredeney – Essen-Haarzopf Erbach                                          | 20 min                                                                            |
| NE3   | Essen Hbf – Frillendorf Hubertstraße – Zeche Bonifacius → Kray Nord Bf → Kray Mitte → Kray Süd Bf → Rodenseelbrücke | 60 min                                                                            |
| NE14  | Bergeborbeck Bf – Altendorf, Helenenstraße – Bockmühle – Frohnhauser Platz – Alfred-Krupp-Schule – Holsterhauser Platz – Rüttenscheid, Martinstraße – Huttropstraße – Steele – Kray Süd Bf – Kray Mitte – Kray Nord Bf                | 60 min                                                                            |
| NE15  | Borbeck Bf – Borbeck Germaniaplatz – Bergeborbeck – Vogelheim – Altenessen Mitte – Katernberger Markt – Zollverein Nord Bf – Schonnebeck – Zeche Bonifacius – Kray Nord Bf                                                            | 60 min                                                                            |